# Letteratura dalmata rinascimentale
La letteratura dalmata rinascimentale può essere considerata come l'insieme delle opere scritte da autori della Dalmazia che scrissero, perlopiù in latino, nel periodo del Rinascimento.
Al tempo in cui questi autori scrissero, la Dalmazia era territorio veneto e i sentimenti di appartenenza nazionale non si erano ancora sviluppati. Tuttavia in Croazia, dopo l'indipendenza nazionale, tutti i seguenti scrittori sono considerati come croati latinisti  ed i loro nomi sono stati tradotti in lingua croata (1). Riportiamo qui la versione del nome, con la quale gli autori si firmavano alla loro epoca con accanto la versione croata per gli autori che oltre che in latino ed in italiano scrissero le loro opere anche in lingua slava croata.

## Lista di scrittori del rinascimento dalmata
- Giovanni Serafino Bona (Ragusa, 1591-1658), poeta.
- Jacobus de Bona, latinista [1] (1469-1534). Scrisse: De raptu Cerberi.
- Bernardo Carnaruti (Zara, 1515-1572), poeta e condottiero al servizio di Venezia. Scrisse: Vazetje Sigeta grada.
- Bartolomeo Cassio (Pago, 1575-1650), ecclesiastico e scrittore controriformista.
- Alexander Cortesius, latinista e scrittore. Segretario di Papa Sisto IV.
- Elio Lampridio Cerva (1463-1520), latinista.
- Lodovico Cerva Tuberone (1459-1527), latinista.
- Giorgio Darsa / Džore Držić (Ragusa, 1461-1501), poeta.
- Marino Darsa / Marin Držić (Ragusa, 1508 - Venezia, 1567), drammaturgo e poeta.
- Pietro De Albis (Zara, 1506-1570), poeta. Scrisse Planine (1536-1569).
- Pietro Ettoreo (Lesina, 1487 - Cittavecchia, 1572).
- Stefano Giorgi (Ragusa, 1579-1632).
- Ignazio Giorgi / Injac  Đurđević (Ragusa, 1675-1737).
- Giovanni Gozze (1451-1502), latinista. I suoi versi sono tutti andati persi.
- Giovanni Gondola / Gjivo Gundulić (Ragusa, 1589-1639), drammaturgo e poeta. I serbi lo chiamano Ivo Gundulić e lo considerano serbo.
- Annibale Lucio (Lesina, 1485 - 1553), poeta.
- Marco Marulo / Marko Marulić (Spalato, 18 agosto 1450 – 5 gennaio 1524), poeta e umanista. Scrisse: Judita.
- Giorgio Mattei (Ragusa, 1670 – Roma, 1728), ecclesiastico, diplomatico e scrittore.
- Pietro Menze (Ragusa, 1451-1508), latinista e primo poeta laureatus a Ragusa.
- Sigismondo Menze / Šiško Menčetić (Ragusa, 1457-1527), poeta.
- Ladislao Menze / Ladislav Menčetić (Ragusa, 1600-1666), uomo d'armi e scrittore.
- Nicola Nale (Ragusa, 1510 ca. -1587), drammaturgo.
- Francesco Natali / Frano Božićević (Spalato, 1469-1542), poeta.
- Paolo Paladini (Lesina, attivo nel 1496), poeta.
- Giunio Palmotta /  Junije Palmotić (Ragusa, 1606-1657), drammaturgo e poeta.
- Michele Pellegrini (Lesina, 1500-1562).
- Giovanni Perlotto (Traù, attivo nel 1518), umanista.
- Carlo Pozza (1461-1522), latinista.
- Domenico Ragnina / Dinko Ranjina (Ragusa, 1536-1607), diplomatico, statista e poeta.
- Antonio Sassi (+1595), drammaturgo.
- Giorgio Sisgoreo da Sebenico, latinista. Scrisse: De situ Illyriae et civitate Sibenici.
- Giovanni Sabato (Traù, m. 1469), latinista.
- Mauro Vetrani / Mavro Nikola Vetranović-Čavčić (Ragusa, 1482-1576), drammaturgo e poeta.
- Domenico Slatarich / Dominko Zlatarić (Ragusa, 1555-1610), poeta.